# Hatsune Miku: Project DIVA
Hatsune Miku: Project DIVA (jap. 初音ミク -Project DIVA-) ist eine Rhythmusspiel-Serie, entwickelt von der japanischen Firma Sega in Zusammenarbeit mit Crypton Future Media. Die Serie besteht derzeit aus sechs Hauptspielen, veröffentlicht auf diversen PlayStation-Konsolen, Nintendo Switch, Microsoft Windows und in Form von Spielautomaten. Zusätzlich gibt es zwei Spin-Offs unter dem Namen Project Mirai für den Nintendo 3DS sowie drei weitere Spin-Offs für Mobile Geräte und ein VR-Spiel.
Die Serie fokussiert sich hauptsächlich auf Vocaloids, eine Reihe von Voice-Synthesizern entwickelt von Yamaha Corporation und Crypton Future Media, und die Songs, in welchen diese verwendet werden. Am Bekanntesten ist die virtuelle Pop-Diva Hatsune Miku.

## Spielprinzip
In Project DIVA kann der Spieler aus einer Vielzahl von Vocaloid-Songs wählen, darunter Lieder gesungen von Hatsune Miku, Kagamine Rin und Len, Megurine Luka, KAITO und MEIKO. Außerdem kann der Spieler wählen, mit welchen Charakteren er spielen möchte. Bei diesen sogenannten Modulen kann es sich um unterschiedliche Charaktere oder um verschiedene Kostüme für dieselben Charaktere handeln. Diese Module werden zwar nicht direkt vom Spieler gesteuert, wie es in anderen Spielen der Fall ist, sind aber diejenigen, die in den Musikvideos des Spiels zu sehen sind.

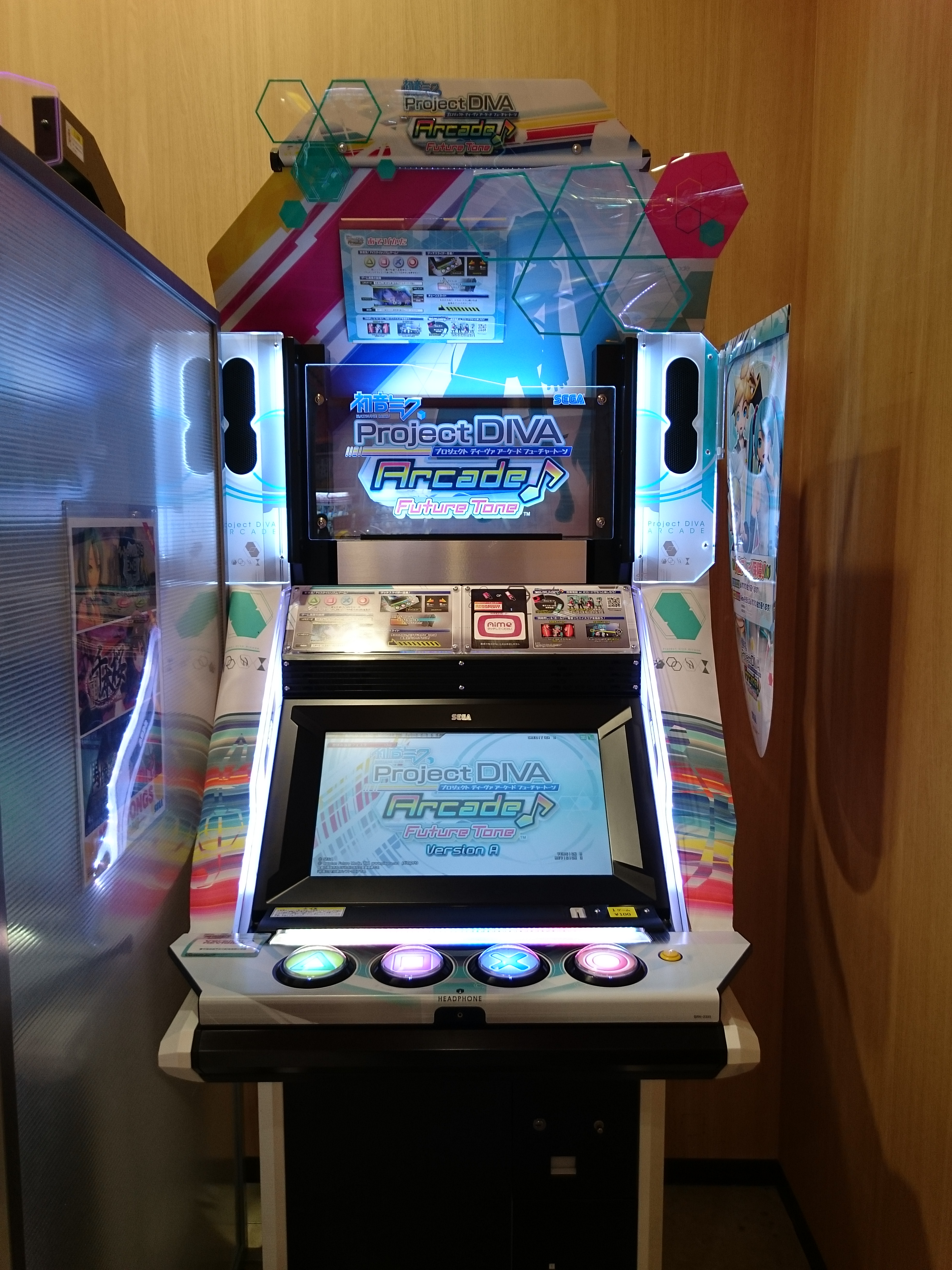
Foto eines Spielautomaten

Wählt der Spieler beispielsweise Kagamine Rin als erste Figur und Hatsune Miku als zweite Figur, erscheint bei Solosongs nur Kagamine Rin im Video, bei Duetten jedoch sowohl Hatsune Miku als auch Kagamine Rin.
Jeder Song hat einen Schwierigkeitsgrad, der von Leicht über Normal und Schwer bis hin zu Extrem und Extra-Extrem für einige Songs in neueren Spielen reicht. Zu Beginn sind sowohl der leichte als auch der normale Schwierigkeitsgrad freigeschaltet. Der Spielprozess liegt darin, Lieder abzuschließen, um neue freizuschalten.
Das Spielprinzip ist ähnlich zu dem anderer Rhythmusspiele. Der Spieler muss eine Reihe von Tasten entsprechend der auf dem Bildschirm angezeigten Symbole drücken. Das Spiel verwendet die 4 Symbole Kreuz, Kreis, Quadrat und Dreieck, welche den Tasten der PlayStation-Controller entsprechen. Dabei wird das Timing de Spielers bewertet. Die Genauigkeit wird mit einem Wort in der unteren rechten Ecke des Bildschirms beschrieben.
Am Ende eines Songs wird die insgesamte Genauigkeit bewertet und der Spieler erhält einen Rang von „Perfekt“ bis „Dropout“.

## Übersicht über alle Spiele
| Titel                               | Plattform                           | Erscheinungsjahr         |
| ----------------------------------- | ----------------------------------- | ------------------------ |
| Hatsune Miku: Project DIVA          | PlayStation Portable, PlayStation 3 | 2009                     |
| Hatsune Miku: Project DIVA 2nd      | PlayStation Portable, PlayStation 3 | 2010                     |
| Hatsune Miku: Project DIVA F        | PlayStation Vita, PlayStation 3     | 2012                     |
| Hatsune Miku: Project DIVA F 2nd    | PlayStation Vita, PlayStation 3     | 2014                     |
| Hatsune Miku: Project DIVA X        | PlayStation Vita, Playstation 4     | 2016                     |
| Hatsune Miku: Project DIVA Mega Mix | Switch, Windows                     | 2020 (Switch), 2022 (PC) |

| Titel                                     | Plattform                           | Erscheinungsjahr | Art der Fortsetzung |
| ----------------------------------------- | ----------------------------------- | ---------------- | --- |
| Hatsune Miku: Project Diva Dreamy Theatre | PlayStation 3                       | 2010–2013        | Dreamy Theatre war eine spezielle Version von Project Diva, die es erlaubte, eine PlaystationPortable zur Steuerung der PS3-Version zu verwenden. |
| Hatsune Miku: Project DIVA Extend         | Playstation Portable, PlayStation 3 | 2011             | Erweiterung von Project DIVA 2nd |
| Hatsune Miku: Project DIVA Future Tone    | Playstation 4                       | 2016             | Veröffentlichung des Spieleautomaten Spiels Project DIVA: Arcade Future Tone für den privaten Gebrauch auf der Playstation 4                      |

| Tiel                                          | Erscheinungsjahr |
| --------------------------------------------- | ---------------- |
| Hatsune Miku: Project DIVA Arcade             | 2010             |
| Hatsune Miku: Project DIVA Arcade Future Tone | 2013             |

| Titel                         | Plattform      | Erscheinungsjahr                   | Besonderheit |
| ----------------------------- | -------------- | ---------------------------------- | --- |
| Miku Flick                    | iOS, Android   | 2012                               | Eine für mobile Endgeräte konzipierte Version des Spiels mit verändertem Gameplay                                                  |
| Miku Flick/02                 | iOS, Android   | 2012                               | Fortsetzung von Miku Flick |
| Hatsune Miku: Project Mirai   | Nintendo 3DS   | 2012                               | Eine eigene Reihe, bestehend aus vier Spielen                                                                                      |
| Hatsune Miku: VR Future Live  | Playstation VR | 2016                               | Eine für VR-Geräte konzipierte Version des Spiels.                                                                                 |
| Hatsune Miku: Colorful Stage! | iOS, Android   | 2020 (Asien), 2021 (International) | Eine für mobile Endgeräte konzipierte Version des Spiels, die neben den Vocaloids auch noch fünf weitere fiktive Bands beinhaltet. |

## Charaktere
Alle derzeit vorkommenden Charaktere:
| Name des Character | Titel        | Titel               | Titel             | Titel               | Titel         | Titel      | Titel             | Titel             | Titel           | Titel                           | Titel              | Titel             | Titel                    | Titel                 | Titel          |
| Name des Character | Project DIVA | Project DIVA Arcade | Project DIVA 2nd  | Project DIVA Extend | Project Mirai | Miku Flick | Miku Flick/02     | Project DIVA F    | Project Mirai 2 | Project DIVA Arcade Future Tone | Project DIVA F 2nd | Project DIVA X    | Project DIVA Future Tone | Project DIVA Mega Mix | Colorful Stage |
| ------------------ | ------------ | ------------------- | ----------------- | ------------------- | ------------- | ---------- | ----------------- | ----------------- | --------------- | ------------------------------- | ------------------ | ----------------- | ------------------------ | --------------------- | -------------- |
| Hatsune Miku       | Spielbar     | Spielbar            | Spielbar          | Spielbar            | Spielbar      | Spielbar   | Spielbar          | Spielbar          | Spielbar        | Spielbar                        | Spielbar           | Spielbar          | Spielbar                 | Spielbar              | Spielbar       |
| Kagamine Rin       | Spielbar     | Spielbar            | Spielbar          | Spielbar            | Spielbar      |            | Spielbar          | Spielbar          | Spielbar        | Spielbar                        | Spielbar           | Spielbar          | Spielbar                 | Spielbar              | Spielbar       |
| Kagamine Len       | Spielbar     | Spielbar            | Spielbar          | Spielbar            | Spielbar      |            | Spielbar          | Spielbar          | Spielbar        | Spielbar                        | Spielbar           | Spielbar          | Spielbar                 | Spielbar              | Spielbar       |
| Megurine Luka      | Spielbar     | Spielbar            | Spielbar          | Spielbar            | Spielbar      |            | Spielbar          | Spielbar          | Spielbar        | Spielbar                        | Spielbar           | Spielbar          | Spielbar                 | Spielbar              | Spielbar       |
| Kaito              | Spielbar     | Spielbar            | Spielbar          | Spielbar            | Spielbar      |            | DLC (Erweiterung) | Spielbar          | Spielbar        | Spielbar                        | Spielbar           | Spielbar          | Spielbar                 | Spielbar              | Spielbar       |
| Meiko              | Spielbar     | Spielbar            | Spielbar          | Spielbar            | Spielbar      |            | DLC (Erweiterung) | Spielbar          | Spielbar        | Spielbar                        | Spielbar           | Spielbar          | Spielbar                 | Spielbar              | Spielbar       |
| Sakine Meiko       | Spielbar     | Spielbar            | Spielbar          | Spielbar            |               |            |                   | Freischaltbar     |                 | Spielbar                        | Freischaltbar      | DLC (Erweiterung) | Spielbar                 | Spielbar              |                |
| Akita Neru         | Spielbar     | Spielbar            | Spielbar          | Spielbar            |               |            |                   | DLC (Erweiterung) |                 | Spielbar                        | DLC (Erweiterung)  | DLC (Erweiterung) | Spielbar                 | Spielbar              |                |
| Yowane Haku        | Spielbar     | Spielbar            | Spielbar          | Spielbar            |               |            |                   | DLC (Erweiterung) |                 | Spielbar                        | DLC (Erweiterung)  | DLC (Erweiterung) | Spielbar                 | Spielbar              |                |
| Kasane Teto        |              |                     | DLC (Erweiterung) | DLC (Erweiterung)   |               |            |                   | DLC (Erweiterung) |                 | Spielbar                        | DLC (Erweiterung)  | DLC (Erweiterung) | Spielbar                 | Spielbar              |                |
| Mikudayo           |              |                     |                   |                     |               |            |                   |                   |                 |                                 | DLC (Erweiterung)  | DLC (Erweiterung) |                          |                       |                |
| Gumi               |              |                     | DLC (Erweiterung) |                     | Spielbar      |            |                   |                   | Spielbar        |                                 |                    |                   |                          |                       | Nur Musik      |
| Kamui Gakupo       |              |                     | DLC (Erweiterung) |                     |               |            |                   |                   |                 |                                 |                    |                   |                          |                       | Nur Musik      |
| IA                 |              |                     | DLC (Erweiterung) |                     |               |            |                   |                   |                 |                                 |                    |                   |                          |                       | Nur Musik      |

## Verkäufe

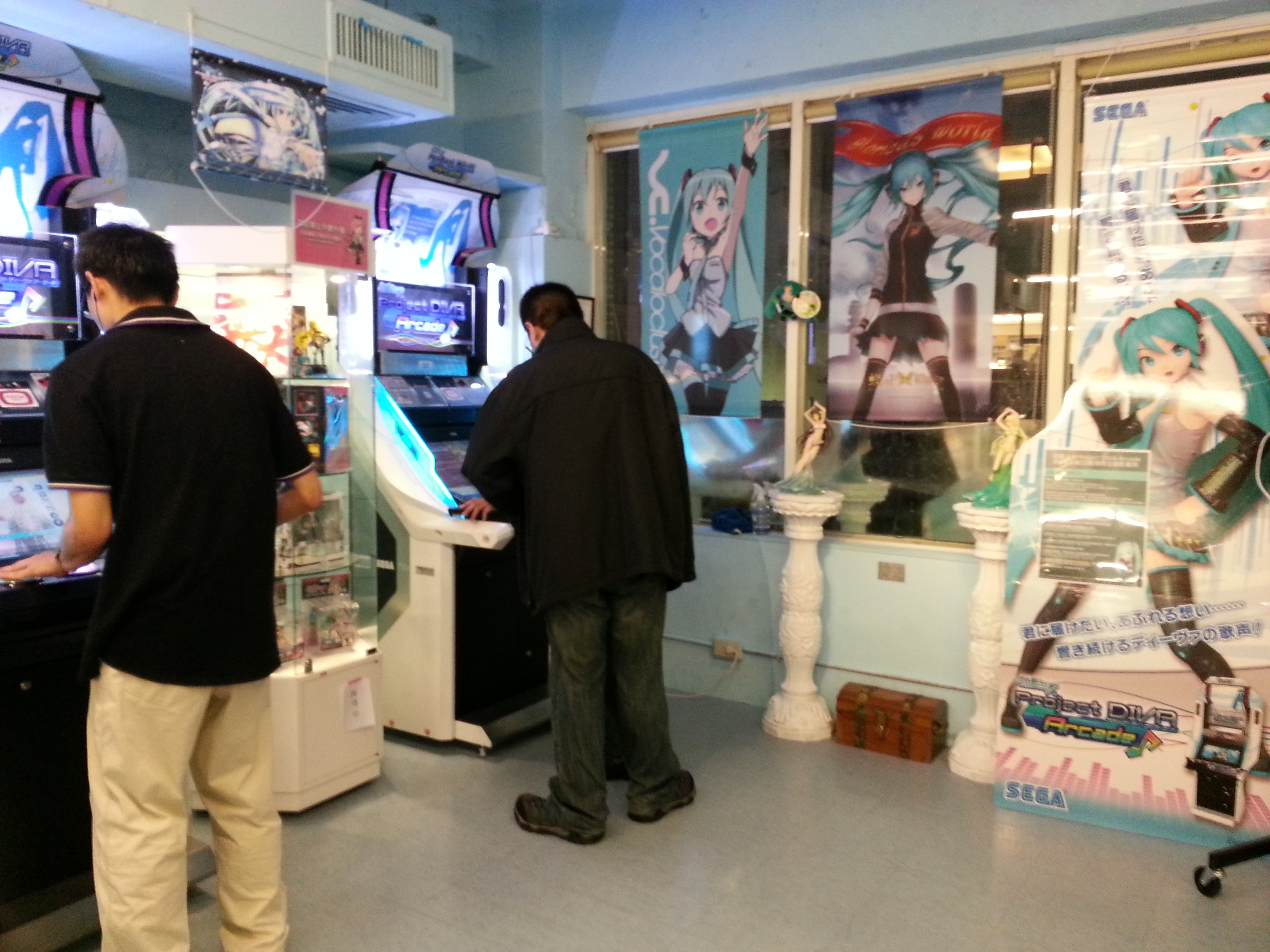
Personen spielen Project Diva Arcade

Die Serie ist in Japan sehr beliebt. Sega gab bekannt, dass bis zum Jahr 2018 Franchise-übergreifend 6 Millionen Exemplare verkauft wurden.